# Stoke-on-Trent
Stoke-on-Trent (/stoʊk ɒn trɛnt/ ⓘ; thường rút ngắn là Stoke) là một thành phố và vùng chính quyền đơn nhất ở Staffordshire, Anh, có diện tích 36 dặm vuông Anh (93 km2). Với những khu lân cận Newcastle-under-Lyme and Staffordshire Moorlands, nó là một phần của North Staffordshire. Tính đến năm 2016, thành phố có dân số 261.302 người.